# Mara Branković

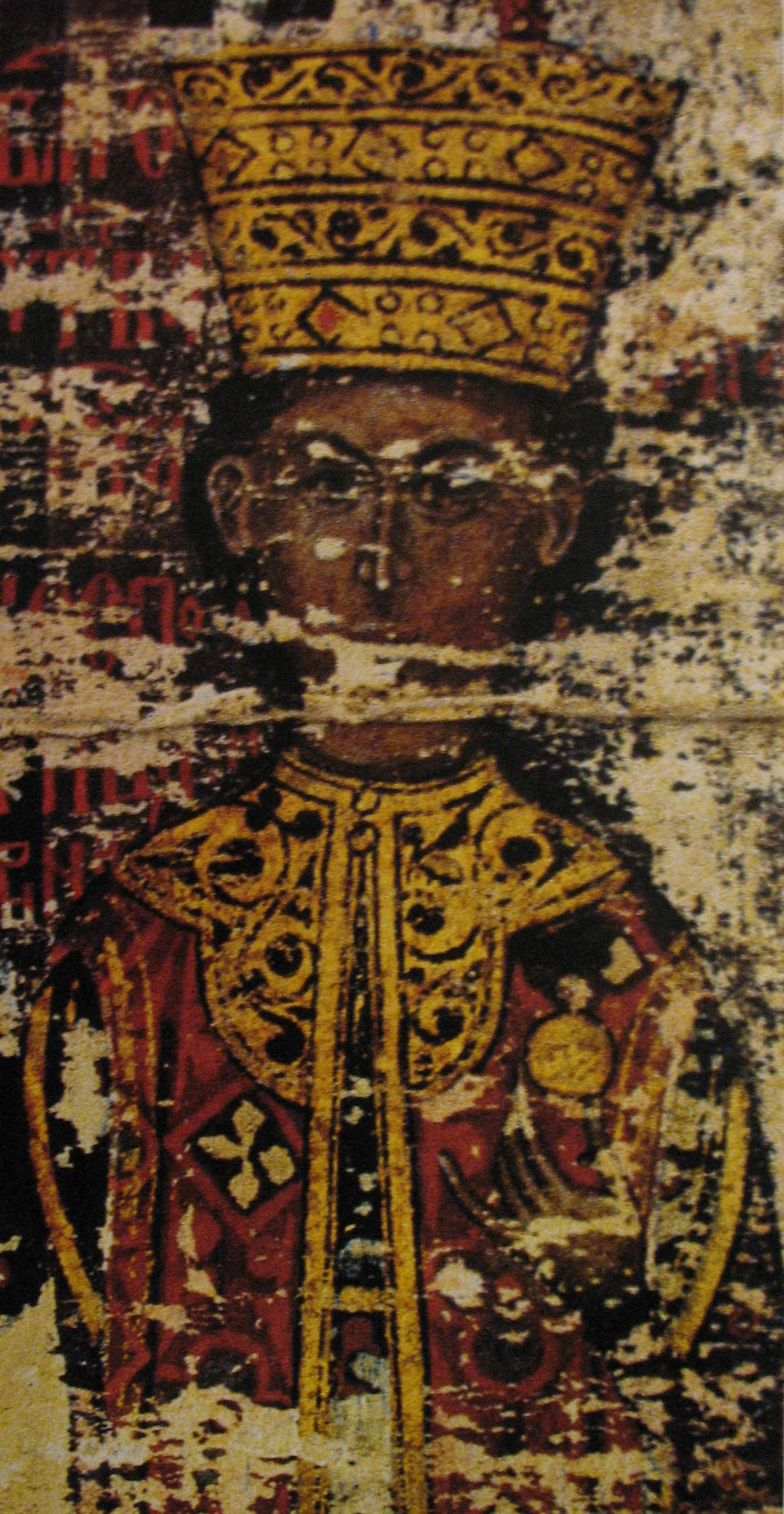

Mara Branković (Despina Hatun) (ur. ok. 1416, zm. 14 września 1487) – serbska księżniczka, żona sułtana tureckiego Murada II.
Była córką Jerzego I Brankovicza, despoty serbskiego i Ireny Kantakuzeny. Mara była zaręczona z Muradem II od czerwca 1431 roku. Mariaż ten miał zapobiec atakom Turków na Serbię. Ślub odbył się w Adrianopolu. Po śmierci Murada II powróciła do Serbii. Podczas wojny w latach 1463-1479 pomiędzy Imperium Osmańskim a Republiką Wenecką odegrała  ważną rolę jako mediatorka pomiędzy walczącymi stronami.  